# ストリートファイター (1975年の映画)
『ストリートファイター』（原題：Hard Times）は、1975年に公開されたアメリカ合衆国の映画。本作は、映画監督ウォルター・ヒルの監督デビュー作である。

## あらすじ
貨物列車に乗ってある街にやってきたチェイニーは、素手で戦うベア・ナックル・ボクシングが行われている会場を訪れる。そこでは、マネージャーが観客に自分のファイターに金を賭けてもらい、試合に勝ったファイター側が賭け金を全額貰えるという賭け試合が行われていた。
チェイニーは、試合に負けたファイターのマネージャーであるスピードと話し、自分にかけるように提案する。会場に来たチェイニーは、試合が始まった直後一発で相手をダウンさせ勝利した。賭け金を手に入れた2人は、ニューオリンズに向かった。チェイニーは安アパートを借り、その夜、食堂で一人の女性ルーシー・シンプソンと話す。チェイニーは彼女を家に送り、帰宅する。翌朝、スピードと打ち合わせをし、今後の参考のため会場に向かう。そこで、町で一番の金持ちであるチック・ギャンディルと彼のファイターで町一番の強者、ジム・ヘンリーと会ったあと、スピードはトレーナーとして彼の友人、ポーをチェイニーと会わせる。スピードは、ル・ボーから借金をし、ギャンディルのもとに行く。彼と会ったスピードは負けた分を返し、さらにチェイニーとの賭け試合を持ちかける。だが、ギャンディルは賭け試合をするにはさらに2000ドル必要だという。スピードは、賭け金を稼ぐためにペティボンとかけ試合をすることになった。ペティボンのファイターに勝ったチェイニーだったが、ペティボンは言いがかりをつけ掛け金を払わない。夜、チェイニーたちはペティボンの店に押しかけ、賭け金を払わせる。ギャンディルのパーティ会場を訪れたスピードは、賭け金を渡し賭け試合の約束をする。
試合当日、ジムと戦ったチェイニーは見事勝利する。しかし、スピードは自分の持ち分の賭け金を博打ですべて使ってしまう。ギャンディルは、チェイニーの権利を半分買いたいというがチェイニーは拒否する。借金を返せないスピードは、ル・ボーの借金取りであるドティらに脅される。追い詰められた彼は、チェイニーに金の無心をするがけんか別れする。チェイニーに取引を断られたギャンディルは、ストリートを雇いチェイニーに試合を申し込む。だが、スピードとけんか別れした彼は、その誘いを断る。一方、ル・ボーは借金を返さないスピードを誘拐する。誘拐されたスピードは、ギャンディルがチェイニーとの試合を条件に借金を肩代わりするという話を聞かされる。ギャンディルのアジトに来たチェイニーは、ストリートと激闘の末勝利する。ギャンディルは、負けを認めスピードは解放される。その後、チェイニーはスピードたちと別れ、ほかの地へと旅立っていった。

## キャスト
| 役名                     | 俳優                     | 日本語吹替                                                                             |
| 役名                     | 俳優                     | テレビ朝日版                                                                           |
| ------------------------ | ------------------------ | -------------------------------------------------------------------------------------- |
| チェイニー               | チャールズ・ブロンソン   | 大塚周夫                                                                               |
| スピード                 | ジェームズ・コバーン     | 小林清志                                                                               |
| ルーシー・シンプソン     | ジル・アイアランド       | 鈴木弘子                                                                               |
| ポー                     | ストローザー・マーティン | 滝口順平                                                                               |
| ゲイリーン・スクノーバー | マギー・ブライ           | 芝田清子                                                                               |
| チック・ギャンディル     | マイケル・マクガイア     | 坂口芳貞                                                                               |
| ル・ボー                 | フェリス・オーランディ   | 千田光男                                                                               |
| ジム・ヘンリー           | ロバート・テシア         | 細井重之                                                                               |
| ストリート               | ニック・ディミトリ       | 上田敏也                                                                               |
| ドティ                   | ブルース・グローヴァー   | 田中康郎                                                                               |
| ペティボン               | エドワード・ウォルシュ   |                                                                                        |
| 不明 その他              | N/A                      | 及川ヒロオ 緑川稔 鈴木れい子 幹本雄之 上恭ノ介 西野純司 安田あきえ 馬場はるみ 川浪葉子 |
| 日本語版スタッフ         |                          |                                                                                        |
| 演出                     | 演出                     | 高桑慎一郎                                                                             |
| 翻訳                     | 翻訳                     | 鈴木導                                                                                 |
| 効果                     | 効果                     | 大野義信                                                                               |
| 調整                     | 調整                     | 山田太平                                                                               |
| 制作                     | 制作                     | 日米通信社                                                                             |
| 解説                     | 解説                     | 淀川長治                                                                               |
| 初回放送                 | 初回放送                 | 1981年12月27日 『日曜洋画劇場』                                                        |

※日本語吹替は初回はノーカット放映されたが一部差替え音源を追加収録しDVD収録

## スタッフ
- 監督：ウォルター・ヒル
- 製作：ローレンス・ゴードン
- 製作総指揮：ポール・マスランスキー
- 脚本：ウォルター・ヒル、ブライアン・ジンドフ、ブルース・ヘンステル
- 原案：ブライアン・ジンドフ、ブルース・ヘンステル
- 撮影：フィリップ・H・ラスロップ
- 音楽：バリー・デ・ヴォーゾン
- 編集：ロジャー・スポティスウッド

日本語版スタッフ
- 字幕版
  - 字幕：野中重雄